# Alfred Hagman
Carl Alfred Hagman, född 24 maj 1841 i Kalmar, död där 26 september 1909, var en svensk borgmästare.
Hagman blev student vid Uppsala universitet 1862, avlade hovrättsexamen 1866 och blev vice häradshövding 1869. Han blev rådman i Kalmar stad 1873 och var borgmästare där från 1877 till sin död. Hagman är begravd på Södra kyrkogården i Kalmar.